# 夜を守る
『夜を守る』は、石田衣良の青春ミステリー小説。2008年2月に双葉社から単行本、2010年5月に双葉文庫から文庫本が刊行された。
東京の上野で、変わり映えのない日常に飽き飽きした若者らが、アメ横の夜の治安を守るガーディアンエンジェルス(略称はガーディアン)を結成し活動する姿を描く。

## あらすじ

### プロローグ
誰に頼まれたわけでもなく、アメ横で自転車を整理し、ゴミを拾い、酔っ払いを介抱するボランティアを行う老人。その人物に「4年前の12月12日に何をしていたか?」と声を掛けられたことから、川瀬繁の変わり映えのない日常は、急激に色付いてゆく。繁は昔馴染みの友人、サモハンとヤクショ。そしてひょんなことから加わったユキオと共に、ガーディアンエンジェルスとして活動を始める。

### アメ横の女
4人が集まる馴染みの店「福屋」に来店した女性、レイカ。謎めいた魅力に4人は惹かれるが、彼女には人に言えない秘密があった。

### グリーンハウス
ゴミとして出された不用品の家電を集め、修理し、外国人相手に安く売るリサイクルショップ・グリーンハウス。集め過ぎた家電がゴミ屋敷と誤解され、行政からは強制執行を言い渡される。困り果てたオーナーのサキ婆が頼った先は?!

### Xペリエンスの姫
地道に活動するガーディアンの働きが徐々にアメ横の人々に認知され始めた。そんな彼らの元に、顔なじみのレイカから相談事を持ちかけられる。紹介された彼女の知り合いの売れっ子のキャバ嬢・ハルミの依頼は、自信を失くし引きこもりのヒモになり下がった彼氏のミノルを、何とかしてほしい。ということ。

### 夜のジャングルクルーズ
上野の風俗店でペンキが撒かれるなどの嫌がらせが多発した。被害を受けた店は地元の暴力団・城東天童会の息がかかった店ばかり。面子を潰された親分は「犯人を捕まえてこい」と組員に号令を出すが、穏便に済ませたい若頭補佐の永川と、名を上げたい渉外部長の田上から、犯人探しの協力をガーディアンは同時に依頼されてしまう。

### 雨に踊れば
アメ横の路上で踊る2人の女の子・ミサリサとガーディアンは知り合いになる。ダンスバトルを目前に控えたある日、ミサと連絡が取れなくなったリサは、アポロの携帯に助けを求める連絡を入れる。「わたし、一人で困っているんだけど」

### 夏の自警団
後継者不足に悩むアメ横の輸入雑貨の名店・コズミック。店主の相良と面識のあるサモハンは店を任せられる人材として、アポロを紹介するが、相良から出された、店を譲る条件はとんでもないものだった。

### アメ横ランナバウト
福島で暮らす増井老人がアメ横に姿を現した。アポロ達がガーディアンを結成し、かつての自分と同じように、彼らが自転車を片付け、町を良くしようとする取り組みを行っている事を知り、増井老人は手元に届いた差出人不明の手紙を見せる。それは4年前に起きたある出来事の真相を知る者の、懺悔の手紙だった。

## 登場人物

### ガーディアンエンジェルスのメンバー
川瀬繁（かわせ　しげる）
ストリートネームはアポロ。大学卒業後は定職につかず、アメ横通りに面した面したレンタルビデオ屋の店員として働く。ガーディアンエンジェルスの隊長。
橋本良明（はしもと　よしあき）
ストリートネームはサモハン。ネームの由来は「動けるデブ」。繁とは地元の上野中学校の同級生。ヤクザのドラフトがかかると言われる都内の不良生徒ばかりの学校を卒業する。親が経営するアメ横の古着屋「ブルックリン」で働く。メンバーの中では1番腕っぷしが強い。
服部要（はっとり　かなめ）
ストリートネームはヤクショ。ネームの由来は、福祉系の専門学校に進んだのち、文京区の区役所の職員となった事から。繁とは地元の上野中学校の同級生。やせ形で皮肉屋。そのため就職するまでの、かつてのあだ名はスネオだった。女性にはモテないが、惚れっぽく書いたラブレターの数は誰よりも多い。天才からは自分と同格、もしくは下の人間と見なされている。
岡田　由紀夫（おかだ　ゆきお）
ストリートネームは天才。ネームの由来は天才だから。記述は無いがサヴァン症候群のような特性の持ち主で記憶力や発想力に優れる。ややスローではあるが、彼に偏見の無い人間、特に女性の心を掴むのが抜群に上手い。普段は下谷の生活支援施設「のりすの家」で暮らす。あだ名らしいあだ名など無かった繁に「アポロ」と名付けた張本人。良くも悪くもガーディアンのムードメーカー的存在。

### 上野の人々
増井老人
上野・アメ横でボランティアを行う老人。4年前の12月12日に当時大学生だった息子を亡くしている。
マナミ姉さん
ガーディアンエンジェルスが集う定食屋「福屋」の店員。オーナーが直接買い付ける薩摩焼酎と1皿100円の料理が自慢。
レイカ
上野に現れる夜の女。
サキ婆
リサイクルショップ・グリーンハウスのオーナー。本名は内藤サキ。ある事件がきっかけで、不用品を集め始め、求めに応じて外国人相手に売るようになる。
ハルミ
Xペリエンスの売れっ子キャバ嬢。本名は潮崎春美。容姿は伊東美咲を小さくグラマーにした感じの美人。
ミノル
ハルミの彼氏で本名は児島稔。西洋の彫刻のような超絶ハンサムの引きこもり。
永川秀美
上野を仕切る城東天童会の若頭補佐。アウトローな世界に生きる実力者ではあるが、天才を思いやる優しさも持ち合わせている。天才が名付けたストリートネームはキャスター。
ミサ
ダンスチーム・ミサリサのメンバー。本名は清水美佐子。彼氏の名はアキヒロ。髪型はドレッドヘア。
リサ
ダンスチーム・ミサリサのメンバー。本名は奥原理沙。連絡の取れなくなったミサの行方をガーディアンと共に探す。髪型はショートヘア。
相良浩介
アメ横で輸入雑貨の店「コズミック」を経営する。センスの良い品揃えが、アメ横に集う若者らに高く支持される。

## 書籍情報
石田衣良『夜を守る』
- 単行本：2008年2月、双葉社
- 文庫本：2010年5月16日発売、双葉文庫、ISBN 978-4-575-51349-3